# Devynne Charlton
Devynne Charlton (Nasáu, 26 de noviembre de 1995) es una deportista bahameña que compite en atletismo, especialista en las carreras de vallas.
Ganó tres medallas en el Campeonato Mundial de Atletismo en Pista Cubierta entre los años 2022 y 2025.
Participó en dos Juegos Olímpicos de Verano, en Tokio 2020 y París 2024, ocupando en ambas ocasiones el sexto lugar en la prueba de 100 m vallas.
En febrero de 2024 estableció una nueva plusmarca mundial en los 60 m vallas de pista cubierta, con un tiempo de 7,67 s.
Fue la abanderada de Bahamas en la ceremonia de apertura de los Juegos Olímpicos de París 2024 junto con el atleta Steven Gardiner.

## Palmarés internacional
| Campeonato Mundial en Pista Cubierta | Campeonato Mundial en Pista Cubierta | Campeonato Mundial en Pista Cubierta | Campeonato Mundial en Pista Cubierta |
| Año                                  | Lugar                                | Medalla                              | Prueba                               |
| ------------------------------------ | ------------------------------------ | ------------------------------------ | ------------------------------------ |
| 2022                                 | Belgrado (Serbia)                    | Medalla de plata                     | 60 m vallas                          |
| 2024                                 | Glasgow (Reino Unido)                | Medalla de oro                       | 60 m vallas                          |
| 2025                                 | Nankín (China)                       | Medalla de oro                       | 60 m vallas                          |